# Langford (Columbia Británica)
Langford es una ciudad situada al sur de la Isla de Vancouver en la provincia de Columbia Británica en Canadá. Langford es una de las 13 municipalidades que conforman la región del Gran Victoria con el distrito regional de la Capital. Langford fue incorporado en 1992 con una población de alrededor de 40,000 habitantes. Sus vecinos son Colwood en el sureste, Highlands al norte, Metchosin en el suroeste y View Royal en el noreste.

## Historia
La ciudad de Langford fue incorporada el 8 de diciembre de 1992. La historia de asentamientos europeos en Langford data de 1851 cuando el Capitán Edward Langford estableció una de sus cuatro granjas de la Hudson's Bay Company en el área de Victoria. A inicios de los años 1860 la región de Langford tuvo un breve periodo de la fiebre del oro en el área de la actual Goldstream Provincial Park, la cual fue un área de recreación favourita para cientos de Victorianos a finales de los años 1800 por el viaje en tren rumbo al Hotel Goldstream House; en el que los cazadores construían sus cabañas en los lagos cerca de las montañas.
La región tuvo un crecimiento acelerado en la Isla de Vancouver, con el desarrollo de comercios y zonas residenciales, y la expansión suburbana en Langford la convirtió en ciudad en 2003. El lema de Langford es "Oro encontrado, espíritu determinado," hace referencia a la belleza natural natural de la ciudad de Langford, especialmente en el Goldstream Provincial Park.
El Langford Lake es llamadó así por el Capitán Edward E. Langford, que llegó con su familia en 1851 como la primera familia de ingleses en emigrar a la Colonia de la Isla de Vancouver. Dirigió una granja propiedad de la Puget Sound Agricultural Company, subsidiaria de la Hudson's Bay Company. Regresaría a Inglaterra en 1861.: 149 

## Religión
Según el censo de 2021, los grupos religiosos en Langford son:
- Irreligión (28,590 personas o 61.9%)
- Cristianismo (14,450 personas o 31.3%)
- Islamismo (685 personas o 1.5%)
- Hinduismo (625 persons o 1.4%)
- Sijismo (600 personas o 1.3%)
- Budismo (370 persons or 0.8%)
- Judaísmo (220 persons or 0.5%)
- Indigenismo (65 personas o 0.1%)

## Personas destacadas
- Tyson Barrie, jugador de la NHL
- Ryder Hesjedal, ciclista profesional y campeón olímpico canadiense
- John Horgan, Premier de Columbia Británica[11]
- Moka Only, músico
- Bob Rock, músico
- Jennifer Tilly, actriz
- Meg Tilly, actriz